# Assepoester (1950)
Assepoester (originele titel Cinderella) is een Amerikaanse animatiefilm van Walt Disney, die op 15 februari 1950 in première ging. Het was Disneys twaalfde lange animatiefilm. Tevens was het de eerste Disney-animatiefilm sinds een aantal jaar die weer uit één lang verhaal bestond. De vorige zes films waren allemaal opgebouwd uit twee of meer kortere verhalen.
De film is voor een groot deel gebaseerd op het gelijknamige sprookje zoals dat in de 17e eeuw werd opgetekend door de Franse sprookjesschrijver Charles Perrault. Van het sprookje zelf bestaan meerdere overgeleverde versies (met name die van de gebroeders Grimm uit de 19e eeuw is bekend). Disney gebruikte echter uitsluitend Perraults versie als basis voor zijn film.

## Verhaal
De vader van het jonge meisje Assepoester is weduwnaar. Hij is hertrouwd met mevrouw Tremaine. Tremaine had zelf ook al twee dochters, Anastasia en Drizella. Korte tijd na het huwelijk overlijdt de vader van Assepoester, zodat mevrouw Tremaine nu de  baas is in Assepoesters huis. Mevrouw Tremaine ontpopt zich vervolgens als een erg gemene vrouw, die haar stiefdochter niets gunt. Mevrouw Tremaine, Anastasia en Drizella dwingen Assepoester om hun huishoudelijke slavin te worden. 
Assepoester krijgt bij al het zware werk dat ze moet doen, heimelijk hulp van de muizen die in het huis wonen. Als tegenprestatie worden de muizen door Assepoester beschermd tegen Lucifer, de wrede huiskat van mevrouw Tremaine. Op een dag bevrijdt Assepoester een nieuwe muis genaamd Pieter uit een val die door mevrouw Tremaine was gezet.
De film verspringt naar het koninklijk paleis. De koning van het land wil graag dat zijn zoon in het huwelijk treedt en een gezin sticht. De prins komt die dag weer thuis en dus besluit de koning deze gelegenheid aan te grijpen om een bal te organiseren waarbij tevens alle jonge, ongehuwde meisjes uit zijn rijk zijn uitgenodigd. Hij hoopt dat de prins zo alsnog de vrouw van zijn dromen zal ontmoeten. Assepoester en haar stieffamilie krijgen ook een uitnodiging, maar mevrouw Tremaine wil Assepoester niet laten gaan. Ze zorgt ervoor dat Assepoester door haar werk niet toekomt aan het maken van een geschikte jurk voor het bal. De muizen proberen Assepoester nu te helpen door zelf een jurk voor haar te maken. Anastasia en Drizella verscheuren de jurk echter vlak voordat ze zelf naar het bal gaan. 
Voor Assepoester lijken alle kansen nu verkeken, maar dan krijgt ze ineens hulp uit onverwachte hoek: een goede fee tovert voor haar een baljurk met glazen muiltjes. Tevens verandert ze een pompoen in een koets en de muizen in paarden. Assepoester gaat naar het bal, alwaar ze al snel de aandacht van de prins trekt. Assepoester charmeert de prins uitermate, terwijl niemand haar op dat moment herkent. Om middernacht wordt de betovering verbroken en moet Assepoester noodgedwongen het paleis ontvluchten. Bij haar vlucht verliest ze een van de muiltjes.
Als de prins het muiltje de volgende dag vindt, zweert hij dat hij het meisje dat hij die nacht heeft leren kennen zal terugvinden. Hij geeft de hertog de opdracht om alle meisjes van ongeveer dezelfde leeftijd in het land dit muiltje te laten passen, om zo de identiteit van zijn geliefde te achterhalen. Wanneer de hertog het huis van Assepoester bezoekt, sluit mevrouw Tremaine Assepoester op in haar kamer. Terwijl zij en haar dochters tevergeefs proberen het voor hen veel te kleine muiltje te passen, stelen de muizen de sleutel van de deur en bevrijden Assepoester. Ze worden eerst nog tegengewerkt door Lucifer, die echter wordt uitgeschakeld door de hond Bruno. Assepoester komt nog net op tijd beneden om het muiltje ook te passen. Even lijkt het alsnog mis te gaan wanneer, door toedoen van mevrouw Tremaine, het muiltje breekt. Dan blijkt echter dat Assepoester het andere muiltje nog bij zich heeft. Hierdoor kan dus alsnog worden bewezen dat Assepoester degene is naar wie de prins zoekt. 
Assepoester en de prins trouwen, zodat Assepoester nu de prinses van het land wordt.

## Personeel
- Speciale effecten: Ub Iwerks.
- Geluids-ingenieur: C.O. Slyfield.
- Geluidsopname: Harold J. Steck, Robert O. Cook.
- Beeldmontage: Donald Halliday.
- Muziekmontage: Al Teeter.
- Muzikale leiding: Oliver Wallace, Paul Smith.
- Muziek en teksten: Mack David, Jerry Livingston, Al Hoffman.
- Arrangementen: Joseph Dubin.
- Scenario: William Peed, Erdman Penner, Ted Sears, Winston Hibler, Homer Brightman, Harry Reeves, Kenneth Anderson, Joe Rinaldi.
- Draaiboek: Mac Stewart, Tom Codrick, Lance Nolley, Don Griffith, A. Kendall O'Connor, Hugh Hennesy, Charles Philippi, Thor Putnam.
- Kleur en stijl: Mary Blair, Claude Coats, John Hench, Don DaGradi.
- Achtergronden: Brice Mack, Ralph Hulett, Dick Anthony, Art Riley, Ray Huffine, Merle Cox, Thelma Witmer.
- Bewegingsregie: Eric Larson, Milt Kahl, Frank Thomas, John Lounsbery, Wolfgang Reitherman, Ward Kimball, Ollie Johnston, Marc Davis, Les Clark, Norm Ferguson
- Tekenaars: Don Lusk, Hugh Fraser, Bill Justice, Art Stevens, Fred Moore, Judge Witaker, Marvin Woodward, George Nicholas, Phil Duncan, Hal King, Harvey Toombs, Cliff Nordberg, Hal Ambro, Ken O'Brien.
- Effectentekenaars: George Rowley, Josh Meador, Jack Boyd.
- Regie: Wilfred Jackson, Hamilton Luske, Clyde Geronimi.
- Productieleiding: Ben Sharpsteen.
- Nederlandse nasynchronisatie: Filmstudio Profilti.
- Dialooregie: Ernee de Coningh.
- Nederlandse vertaling 1950: Cruys Voorbergh
- Nederlandse vertaling 1974 (LP/Cassette versie): Martine Bijl
- Nederlandse vertaling 1991: Jan Derk Beck
- Techn supervisie: Wim G. Sips.
- Geluidsopname: Otto Krooshof.
- Geluidsmontage: Anton Kortekaas.

## Rolverdeling
| Engels          | Stem             | Nederlands  | Stem (1950)                               | Stem (1991)          |
| --------------- | ---------------- | ----------- | ----------------------------------------- | -------------------- |
| Narrator        | Betty Lou Gerson | Verteller   | Wim Povel                                 | Annelies Balhan      |
| Cinderella      | Ilene Woods      | Assepoester | Loekie Landweer                           | Joke de Kruijf       |
| Lady Tremaine   | Eleanor Audley   | Stiefmoeder | Fie Carelsen                              | Annet Nieuwenhuijzen |
| Anastasia       | Lucille Bliss    | Anastasia   | Lies de Wind                              | Ryan van den Akker   |
| Drizella        | Rhoda Williams   | Drizella    | Hetty Blok                                | Carry Tefsen         |
| Jaq             | Jimmy McDonald   | Tom         | Jack Dixon                                | Arnold Gelderman     |
| Gus             | Jimmy McDonald   | Pieter      | Jack Dixon                                | Frits Lambrechts     |
| King            | Luis Van Rooten  | Koning      | Richard Flink                             | Lex Goudsmit         |
| Duke            | Luis Van Rooten  | Hertog      | Cruys Voorbergh                           | Paul van Gorcum      |
| Doorman         | Don Barcley      | Lakei       | Luc Lutz                                  | Arnold Gelderman     |
| Fairy Godmother | Verna Felton     | Toverfee    | Sophie Stein (spel) Coby Riemersma (zang) | Henny Orri           |
| Prince Charming | William Phipps   | Prins       | Bert Robbe                                | Edward Reekers       |

### Nederlandstalige versie
De eerste Nederlandse nasynchronisatie van Disney's Assepoester werd gemaakt in 1950, met de 23-jarige Loekie Landweer als stem van Assepoester. Deze Nederlandse versie is in de bioscopen te zien geweest in 1957, 1965, 1973, 1981, en in 1987. In de jaren 90 is hij opnieuw nagesynchroniseerd, ditmaal met Joke de Kruijf als stem van Assepoester. Er was ook een langspeelplaat verkrijgbaar, die later ook op cassette is verschenen. Hierop stond het luisterverhaal in het kort met enkele liedjes. Deze liedjes hadden andere arrangementen en toonsoorten dan de liedjes in de film. Onder andere Greetje Kauffeld en Piet Ekel verleenden hier hun stemmen aan. Dit wordt vaak verward met de eerste nasynchronisatie van de film.

## Achtergrond

### Productie

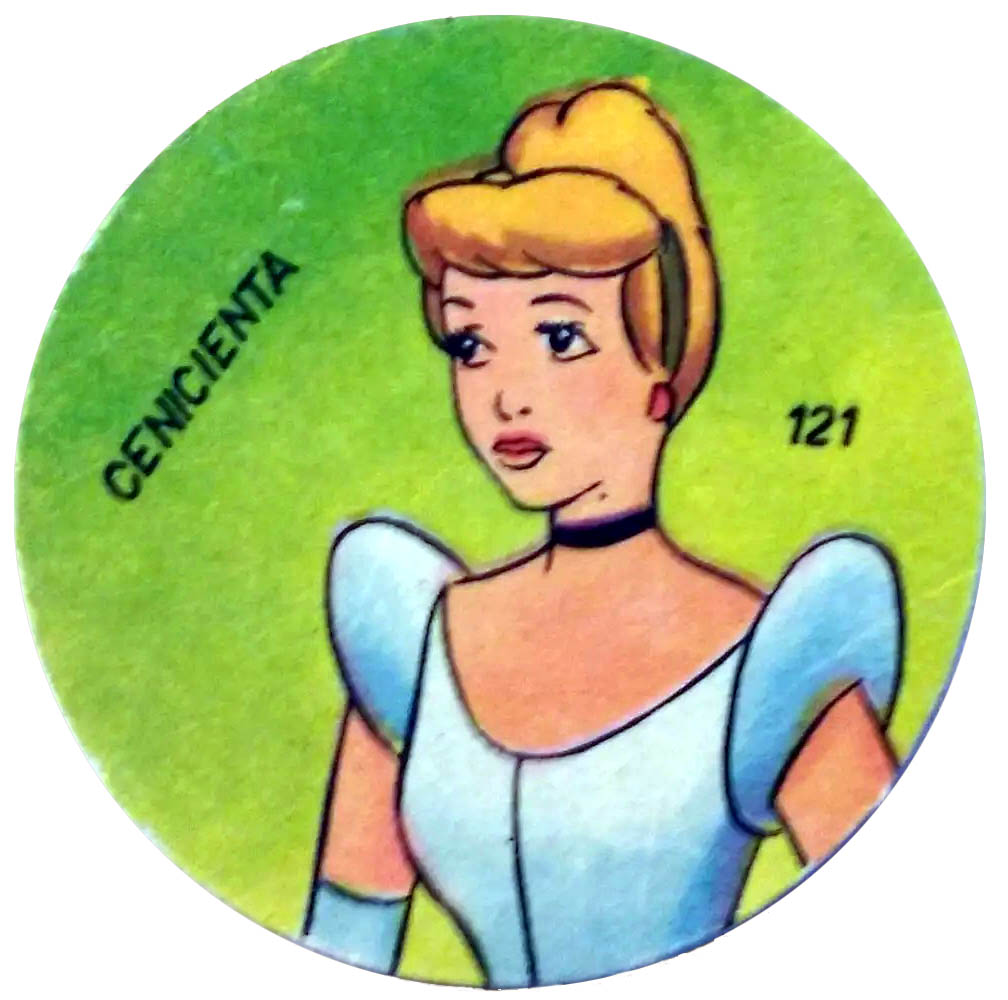
Assepoester zoals ze in de Disney-film uit 1950 voorkomt

Assepoester was de eerste film met een doorlopende verhaallijn sinds Bambi uit 1942. In de tussenliggende periode maakten de Tweede Wereldoorlog en de nasleep hiervan het voor Disney financieel onmogelijk om grote films te produceren. Om die reden verschenen er in die tijd enkel films die waren opgebouwd uit meerdere korte verhalen, zogeheten package films.
Voor de personages in de film werden echte modellen als voorbeeld gebruikt. Helene Stanley stond model voor Assepoester. Zowel zij als Ilene Woods (Assepoesters stemacteur, gekozen uit vierhonderd kandidaten) waren van grote invloed op hoe Assepoester er in de film uitziet en zich gedraagt. De gekozen modellen moesten vaak ook scènes uit de film naspelen zodat de tekenaars dit als voorbeeld konden gebruiken. Lucifer, de kat van de boze stiefmoeder, werd getekend naar het voorbeeld van Ward Kimballs kat.
In eerdere versies van het script had de prins een grotere rol, en meer karakterontwikkeling. Zo werd onder andere een scène gepland waarin men de prins op een hert kon zien jagen. Ook was een scène gepland waarin Assepoester na het succesvol passen van het muiltje terug zou worden gebracht naar het paleis om opnieuw te worden voorgesteld aan de prins.
Oorspronkelijk stond er een slotscène gepland waarin Assepoester en de prins samen op een wolk zouden dansen. Hiervoor was zelfs een apart lied opgenomen, Dancing on a Cloud. De wolkenscène was eerder al gepland geweest voor Sneeuwwitje en de zeven dwergen zonder daarin te zijn opgenomen, en belandde uiteindelijk ook niet in Assepoester. Negen jaar later is deze eindscène alsnog gebruikt in Sleeping Beauty.

### Muziek

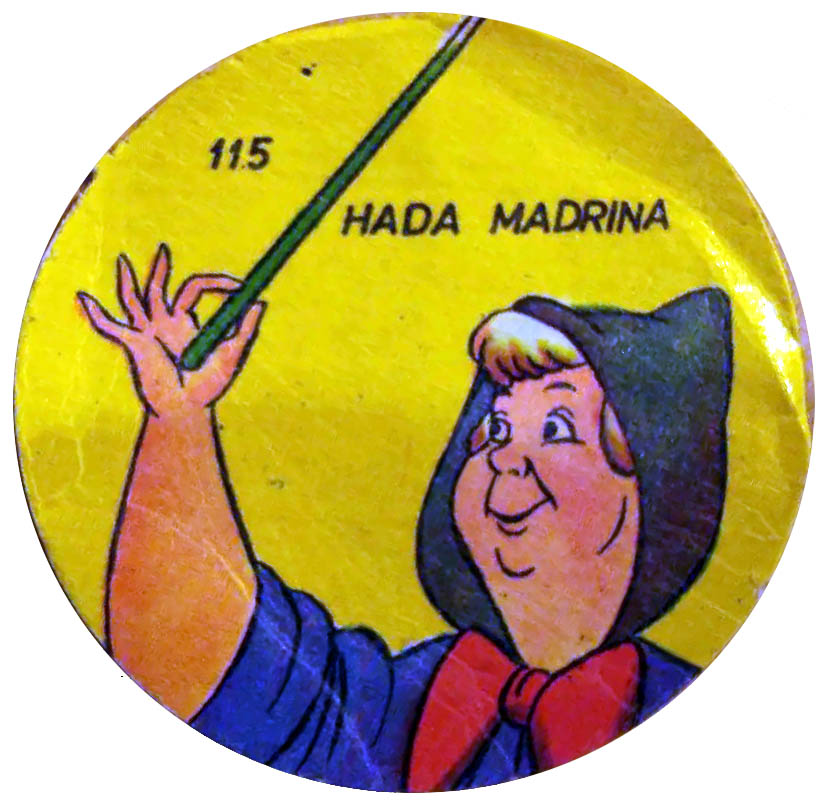
De toverfee ("Petemoei")

Bij het maken van deze film wendde Disney zich voor de eerste keer tot de liedjesschrijvers van Tin Pan Alley om de liedjes te componeren. De muziek van Tin Pan Alley zou later een vast thema worden in Disneyfilms. 
Assepoester was tevens de eerste Disneyfilm waarvan de liedjes werden uitgebracht als muziekalbum.
De liedjes in de film zijn:
- "Cinderella" - Koor (Bernadette Kraakman heeft dit liedje in de 2de versie ingezongen)
- "A Dream Is a Wish Your Heart Makes" - Assepoester
- "Oh, Sing Sweet Nightingale" - Drizella, Assepoester
- "The Work Song" – De muizen
- "Bibbidi-Bobbidi-Boo" – De fee
- "So This Is Love" - Assepoester en de prins
- "So This Is Love (reprise)" - Assepoester
- "A Dream Is a Wish Your Heart Makes (reprise)" - koor

## Ontvangst
De film werd uitgebracht met veel promotie en merchandising. Hij bracht bijna 8 miljoen dollar op en was daarmee het grootste kassucces van Disney sinds Sneeuwwitje en de zeven dwergen. De opbrengsten stelden Disney in staat om een eigen distributiebedrijf te beginnen en een begin te maken met de bouw van Disneyland.
De film was geproduceerd met een budget van drie miljoen dollar, en werd om die reden gezien als een grote gok. Volgens medewerkers van Disney zou het bedrijf zeker failliet zijn gegaan als de film was geflopt. In België bijvoorbeeld werd de film echter het grootste kassucces van 1951.
De film is in de loop der jaren meerdere malen opnieuw uitgebracht, en werd in 2008  door het American Film Institute verkozen tot 9de beste animatiefilm.

## Prijzen en nominaties
In 1950 won Assepoester op het filmfestival van Venetië de speciale prijs, en werd genomineerd voor een Gouden Leeuw.
In 1951 werd Assepoester genomineerd voor drie Academy Awards: die voor beste originele lied, beste muziek en beste geluid. In datzelfde jaar won de film op het internationaal filmfestival van Berlijn de Gouden Beer en de bronzen plaat.

## Vervolgfilms
- De film kreeg twee vervolgen: Assepoester II: Dromen Komen Uit (Engels: Cinderella II: Dreams Come True) in 2002 en Assepoester: Terug in de Tijd (Engels: Cinderella III: A Twist in Time) in 2007.
- In 2015 maakte Kenneth Branagh een gelijknamige liveactionremake.

## Varia
- Walt Disney noemde achteraf de transformatie van Assepoesters stukgemaakte jurk naar haar balkleed zijn favoriete stukje animatie.[10]
- Ilene Woods had aanvankelijk geen idee dat ze auditie deed voor de stem van Assepoester. Ze maakte aanvankelijk wat opnames van haar stem voor vrienden, die de opnames vervolgens doorstuurden naar Disney. Disney was dermate onder de indruk van met name haar zangstem dat hij contact met haar zocht.
- Enkele personages uit de film, met name de muizen Tom en Pieter en hun vaste vijand Lucifer, hebben later hun eigen stripverhalen gekregen, die onder meer in Donald Duck verschenen. De oorspronkelijke verhaallijnen uit Assepoester zijn hier losgelaten; zo worden Tom en Pieter hier bijvoorbeeld vaak op de boerderij van Oma Duck en Gijs Gans geplaatst. Ook Assepoester zelf kreeg soms nog de hoofdrol is in aparte, kortere stripverhalen, waarin dan vaak ook de muizen weer voorkwamen.